# Коваленский, Михаил Иванович
Михаи́л Ива́нович Ковале́нский (Ковалинский; 27 февраля 1745, Харьковская губерния — 18 июня 1807, Москва) — рязанский губернатор (1796—1800), генерал-майор, тайный советник. Автор нескольких од во славу Екатерины II и Потёмкина. Известен также как ближайший друг, ученик и первый биограф странствующего философа Григория Сковороды. Сохранилось около 80 писем Сковороды к Коваленскому.

## Биография
Родился 16 (27) февраля 1745 года в семье протоиерея Иоанна Коваленского в крепости Алексеевская, на территории Харьковского слободского казачьего полка (СЛКВ). Родоначальником дворян Коваленских был польский ловчий Станислав Коваленский, принявший православие. В семье протоиерея Иоанна Коваленского было четверо сыновей: обер-кригс-комиссар Иван, надворный советник Григорий, действительный статский советник Петр и генерал-майор Михаил.
Образование Михаил Коваленский получил вместе с братом Григорием в Харьковском коллегиуме, по окончании которого преподавал в нём в 1766—1769 годах поэтику. Его другом и наставником в период учёбы в коллегиуме становится знаменитый философ Г. С. Сковорода, оставивший все свои труды Михаилу перед смертью.
В 1769 году Михаил Коваленский переехал в Петербург, где в 1770—1775 годах воспитывал детей гетмана Войска Запорожского, графа К. Г. Разумовского. Во время путешествия с А. К. Разумовским по Европе (1772—1775) Коваленский завершил своё образование в Страсбургском университете. По возвращении в Петербург служил прокурором Военной коллегии.
В середине 1780-х гг. — правитель канцелярии Г. А. Потёмкина. С 5 декабря 1775 года член Вольного Российского собрания при Московском университете. Секунд-майор М. И. Коваленский с 8 января 1778 по 15 июня 1779 года был Главным надзирателем Московского Воспитательного дома.
С 1793 года — генерал-майор. В этом же году был уволен со службы «за воровство и грабёж». Однако, по ходатайству секретаря императрицы Екатерины II A. M. Грибовского в марте 1797 года был произведён в тайные советники и назначен рязанским губернатором, с которой был уволен в отставку Павлом I в 1800 году. Это назначение вызвало возмущение Ф. В. Ростопчина:
Никогда преступления не бывали так часты, как теперь. Их безнаказанность и дерзость достигли крайних пределов. Три дня назад некто Ковалинский, бывший секретарем военной комиссии и прогнанный императрицей за хищения и подкуп, назначен теперь губернатором в Рязани, потому что у него есть брат, такой же негодяй, как и он, который дружен с Грибовским, начальником канцелярии Платона Зубова.
В 1801 году Александр I назначил Коваленского куратором Московского университета (возможно по ходатайству своего друга Г. Р. Державина). Сыну в Рязань Коваленский сообщал: «Я писал тебе прежде сего, что мы поедем вояжировать и вместе будем учиться — вот Бог и послал нам путь, и место, где источник всех учений, и где процветает разум». Коваленский прибыл в Москву и был торжественно встречен университетом, но в дальнейшем столкнулся с запутанностью университетского управления и интригами (став после своего назначения уже четвёртым из действующих кураторов). 21 ноября 1803 года в связи с университетской реформой вместе с остальными кураторами и директором Московского университета уволен в отставку. Жил в Москве, где и умер 6 (18) июня 1807 года. Похоронен в Симоновом монастыре. По характеристике арзамасца С. П. Жихарева, знавшего его на склоне жизни, Коваленский был
Очень умный, приятный и приветливый человек, хотя в бытность его губернатором и не то о нём говорили; но другие времена — другие нравы. Он, кажется, немного мистик. Обещал со временем ссудить меня сочинениями Сковороды, который был его наставником. Манускрипт этих сочинений беспрестанно у него на столе перед глазами

## Коваленский в Рязани
Управление Михаила Ивановича почти полностью пришлось на время правления Павла I, который ликвидировал наместничества и должности генерал-губернаторов. С этого момента все российские губернии стали подчиняться напрямую императору.
В целях экономии Павел I приказал сократить губернские штаты — результатом указания стала ликвидация в Рязанской губернии Данковского, Егорьевского и Спасского уездов. Их города были переведены в ряд «заштатных».
В конце 1796 года были ликвидированы губернские сословные суды, а палаты гражданского и уголовного суда объединены в единую палату «суда и расправы». Затем был ликвидирован и приказ общественного призрения. В 1797 году впервые было создано учреждение здравоохранения — губернская врачебная управа. С именем Коваленского было связано подавление бунта мастеровых на заводе Хлебникова в 1797 году.
С 1798 года практически полностью было упразднено городское самоуправление — запрещены дворянские выборы, городское сословное управление было слито с органами полиции. В городах появились ратгаузы объединившее под своей властью все административно-полицейские, финансово-хозяйственные и судебные функции в городах. Через год стали создаваться военно-полицейские органы — ордонанасгаузы во главе с комендантами.
В 1797 году введена новая система управления государственными крестьянами. В российских губерниях появились сословные органы крестьянского самоуправления — сельские общества и волости. Крестьяне теперь могли самостоятельно выбирать на сельских и волостных сходах старшин и его помощников: старост, сборщиков налогов, сотских и десятских. В Рязанской губернии таких волостей было 38, насчитывающих общим числом около 6000 крестьянских душ. Кроме того, были образованы 3 специальные волости, входившие в Скопинский государственный коннозаводской округ.
При Коваленском в 1795 году была также проведена пятая ревизия населения.

## Сочинения
- Серия торжественных од в честь императрицы Екатерины II
- Перевод с французского книги д’Аламбера — «Записки Христины, королевы шведской» (1774).
- «Жизнь Григория Сковороды» — значимый литературный и бытовой памятник своего времени, входивший в состав масонского сборника «Зеркало света». (1794) [ссылка?]

Ещё в рукописи сочинением Коваленского о Сковороде пользовались И. М. Снегирёв в «Отечественных записках» (1823), архимандрит Гавриил в «Истории русской философии» (1840), Аскоченский в «Киевских Губернских Ведомостях» (1855) и Г. П. Данилевский в жизнеописании Сковороды. «Житие» было издано в «Киевской Старине» в 1886 г. и вторично, в 1894, харьковским историко-филологическим обществом, при собрании сочинений Г. С. Сковороды.

## Потомки
С 1778 года состоял в браке с Надеждой Михайловной Коваленской (в девичестве — Мезнёвой; 1758—?), из дворян, внесённых в родословную книгу Московской губернии. Потомки Коваленского по мужской линии вплоть до 1883 года владели поместьем в Ряжском уезде Рязанской губернии. Один из них, отставной поручик И. П. Коваленский в 1903 году передал в дар дворянству Рязанской и Екатеринославской губерний свои имения для учреждения четырёх стипендий в военно-учебных заведениях каждой губернии. Предполагалось, что накопившаяся к 1953 году за 50 лет сумма даст возможность открыть учебные заведения для детей бедных дворян этих губерний. Другая ветвь его потомства владела подмосковным селом Дедово; к этой линии принадлежит мать поэта С. М. Соловьёва, находившегося под сильным влиянием Сковороды. О своём предке Соловьёв писал:
Хотя Михаил Иванович был близок с Потёмкиным, вращался среди питомцев энциклопедии Дидро и даже ездил в Ферней к Вольтеру, настроение его всецело определялось Сковородой и, быть может, масонами и Сведенборгом.